# Gasexplosie Gellingen
De gasexplosie te Gellingen vond plaats op 30 juli 2004, toen op het industriegebied van het Belgische plaatsje Gellingen (Frans: Ghislenghien), een deelgemeente van Aat (Ath) in de provincie Henegouwen, nadat er een gaslek was geconstateerd, een zware ontploffing plaatsvond, gepaard gaand met een geweldige steekvlam. Door de explosie en de grote brand die volgde kwamen 24 mensen om.

## Oorzaak
De gasexplosie werd veroorzaakt na beschadiging van de leiding tijdens werken met een graafmachine op 24 juni 2004. Toen op 28 juli 2004 de gas-netbeheerder Fluxys de druk geleidelijk verhoogde in de pijpleiding, is deze op 30 juli 2004 volledig opengebarsten.
De gasexplosie bracht een discussie op gang over hoe dergelijke ongevallen in de toekomst vermeden konden worden. Normaal gezien is iedere aannemer verplicht om na te trekken of er zich een gasleiding bevindt onder de plaats van de werken. Als dat het geval is, moet de netbeheerder van de leiding ingelicht worden over de werken, en mogen er geen graafmachines gebruikt worden vlak bij de leiding. Er kwam echter aan het licht dat in de praktijk de tekeningen van de ondergrondse gasleiding niet bestonden of onvolledig waren.

## Chronologisch verloop
Om 06:40 werd een gasgeur opgemerkt.
Om 08:14 was de brandweer ter plaatse
Om 08:55 uur ontplofte het gas toen men bezig was het lek te dichten. Rond 14:00 uur meldde Fluxys in een persbericht dat de oorzaak van de ontploffing nog niet bekend was, de handel in de aandelen van het bedrijf werd opgeschort op de beurs. Een paar uur na de explosie werd duidelijk dat er zeker vijftien mensen waren overleden (waaronder vijf brandweermannen) en 112 gewond geraakt. Drie omliggende gebouwen werden verwoest.
Rond 11:00 uur werd fase drie van het rampenplan afgekondigd. Koning Albert II, premier Guy Verhofstadt en minister van Volksgezondheid Rudy Demotte kwamen terug van hun vakantie; minister van Binnenlandse Zaken Patrick Dewael bezocht de rampplek.
Later op de dag telde men zestien doden, 124 gewonden waarvan tien in levensgevaar en kunstmatig beademd en drie vermisten (zeer waarschijnlijk leden van de vrijwillige brandweer van Aat).
De trillingen van de ontploffing van de gasramp waren tot ongeveer tien kilometer ver te voelen.
Getuigen waren onder de indruk van de uitgebrande wagens, de verwoeste bedrijfspanden, de enorme krater met een diameter van tien meter en een diepte van drie tot vier meter, en het gevoel "te wandelen op gebakken aarde". Het ontbrekende stuk gasleiding werd 250 meter verder teruggevonden.
Het dodental liep, door het overlijden van zwaargewonde brandwondenslachtoffers, een maand na de ramp op tot 22. De schade beliep tientallen miljoenen euro's. Uiteindelijk vielen er 24 doden en raakten 132 personen gewond.

## Gevolgen
Drie maanden na de ramp zat 40% van de gewonden nog met een psychisch, onverwerkt trauma. Ter vergelijking, na de cafébrand Volendam ontwikkelde 16% van de slachtoffers een posttraumatische stressstoornis. Op 30 juli 2005 werd om 08:57 uur op het terrein van de explosie drie minuten stilte in acht genomen en een gedenkteken onthuld. Het monument, in blauwe hardsteen, heeft de vorm van een vleugel waarop de namen van de doden gegraveerd staan. Minister van Binnenlandse Zaken Patrick Dewael was present, evenals Denis Carton van de Federale Coördinatiedienst, die de namen van de doden voorlas. Alle Belgische brandweerkazernes lieten hun sirenes horen.
's Namiddags brachten een kleine 400 brandweermannen, die de 250 Belgische brandweerkorpsen vertegenwoordigden, een eresaluut aan hun vijf overleden collega's.
Ten gevolge van de gasexplosie werden een aantal initiatieven genomen voor mensen met zware brandwonden. Zo zullen vanaf 1 januari 2006 de brandwondencentra in België de kosten van medicijnen die niet terugbetaald werden, op zich nemen.
Op 28 juli 2005 ontving de vzw Solidarité Ghislenghien (Solidariteit Gellingen) een schenking van een miljoen euro van gasnetbeheerder Fluxys.
Op de begraafplaats van Aat (Lorette) liggen in een afzonderlijk perk zeven slachtoffers (waaronder de vijf brandweermannen) van deze ramp begraven.

## Rechtszaak
Tijdens het proces dat ongeveer tien maanden duurde is de correctionele rechtbank van Doornik op 22 februari 2010, zes jaar na de ramp, tot het besluit gekomen dat, van de veertien beklaagden die terecht stonden, slechts drie schuldig bevonden zijn aan onopzettelijke doodslag en onopzettelijke slagen en verwondingen wegens gebrek aan voorzorg en voorzichtigheid, namelijk de architect Erwin P, werfleider Kristof D, en het aannemersbedrijf Tramo.
Volgens de rechtbank schoot de architect tekort als adviseur van de verschillende partijen op de werf en van bouwheer Husqvarna, dat toen nog Diamant Boart heette. Hij stemde zonder voorbehoud in met de stabiliseringswerken en dit met een zware machine. Omdat er al andere werkzaamheden op het terrein waren uitgevoerd en de bodem afgegraven was, had hij moeten beseffen dat de leidingen niet meer zo diep lagen en het dus een te groot risico was om er met een grote graafmachine boven te werken. Hierdoor ontstond de beschadiging die vervolgens tot een gasexplosie leidde. Hiervoor kreeg hij opschorting van de uitspraak, wat zoveel betekent dat hij wel schuldig is maar geen concrete straf krijgt. Ook de werfleider kreeg deze straf. Het aannemersbedrijf kreeg een boete van 165.000 euro, maar met uitstel (ofwel een voorwaardelijke boete). Enkel als het bedrijf nog eens veroordeeld wordt, moet het de boete ook echt betalen.
Daarentegen is de hoofdbeklaagde gasnetwerkbeheerder Fluxys niet schuldig bevonden. De rechtbank oordeelde namelijk dat het niet de taak was van Fluxys om te controleren of de veiligheidsmaatregelen op het terrein werden nageleefd. Ook konden Fluxys-medewerkers niet weten dat er een lek was toen ze de druk van de leiding verhoogden, ze werden namelijk niet op de hoogte gebracht van het incident. Toen ze door de brandweer op de hoogte werden gebracht van een gaslek op de dag zelf, voor de ontploffing, handelde de gasmaatschappij volgens de rechter ook volledig correct. De rechtbank gaat hiermee tegen het openbaar ministerie in, dat oordeelde dat Fluxys de grootste verantwoordelijkheid voor de ramp droeg. Ze werden vrijgesproken. Ook Husqvarna ging vrijuit. Ze maakte zich volgens de rechter alleen schuldig aan inbreuken op reglementen, maar oordeelde dat deze geen verband hielden met de gasramp en kregen geen straf. Naast Fluxys en Husqvarna werden ook nog negen andere beklaagden vrijgesproken. Onder anderen: Bruno Van Grootenbrulle, de vroegere burgemeester van Aat (waarvan Gellingen een deelgemeente is), zijn gemeentesecretaris Marc Duvivier, twee werfleiders van een ander bouwbedrijf en twee verantwoordelijken van een bedrijf dat instond voor de veiligheidscoördinatie op het terrein. De twee werknemers hadden wel moeten ingrijpen toen de paaltjes die aantonen waar de gasleidingen liggen plots verdwenen waren op het terrein. Maar ook hier achtte de rechter het verband met de ontploffing niet bewezen. En tot slot een expert en het architectenbureau van de veroordeelde architect. Het voorlezen van het vonnis van 286 bladzijden duurde bijna de hele dag.

## Cijfers
- Bij de 24 doden waren vijf brandweermannen.
- Bij de 132 gewonden waren er 25 met levensbedreigende brandwonden.
- In juni 2005 verliet de laatste gewonde het militair hospitaal van Neder-Over-Heembeek.
- 400 betrokkenen stelden zich burgerlijke partij.
- 28,5 miljoen euro werd uitbetaald door verzekeraars.
- Het jongste slachtoffer was 19 jaar oud.

## Dodelijke slachtoffers
- Eddy Pettiaux (53 jaar) - brandweerluitenant (brandweer van Aat)
- Jean-Pierre Laloy (37 jaar) - brandweerkorporaal
- Pierre Diricq (34 jaar) - brandweerman en ambulancier
- Noël Merlin (56 jaar) - brandweerman
- Guy Lizon (32 jaar) - brandweerman
- Michel Lambrix (51 jaar) - technicus van Electrabel
- Pierre Dubois (47 jaar) - politieman van Boussu
- Michel Ricciardi (41 jaar) - werknemer van Diamant Boart
- Giuseppe Lo Presti (47 jaar) - werknemer van Diamant Boart
- Angelo Spateri (40 jaar) - werknemer van Diamant Boart
- Philippe Catelin (43 jaar) - werfleider
- Pascal Decausemaecker (33 jaar)
- Yvan Van Der Stockt (43 jaar) - werknemer van Diamant Boart, inwoner van Mere
- Karel Degreef (35 jaar)
- Geoffrey Albumazard (22 jaar) - inwoner van Valenciennes
- Marian Verplaetse (49 jaar) - inwoner van Fresnes-sur-l'Escaut
- Daniel Verrez (31 jaar) - inwoner van Valenciennes
- André Petit (40 jaar) - ploegbaas, inwoner van Hampteau
- Daphné Gheelen (34 jaar) - werkte voor een onderaannemer
- Abdesamad Aattache (19 jaar) - het jongste slachtoffer
- Luc Lion (55 jaar)
- Jean-Claude Tihon (47 jaar)
- Roger Depla (51 jaar) - inwoner van Ingelmunster